# Гаррієт Тейлор-Мілль
Гаррієт Гарді Тейлор-Мілль (англ. Harriet Hardy Taylor Mill; жовтень 1807, Лондон — 3 листопада 1858, Авіньйон) — англійська феміністка, філософ.

## Життєпис
1826 року одружилася з Джоном Тейлором. Народила трьох дітей: Герберта (1827), Алгернона (1830) і Елен (1831). Від 1833 року Гаррієт з дочкою жила окремо від чоловіка, з яким залишилися двоє старших синів.
1849 року її перший чоловік помер, і в 1851 Гаррієт одружилася з економістом і філософом Джоном Стюартом Міллем, з яким її пов'язувало на той час 20 років досить скандальних для вікторіанської епохи взаємин (вперше вони зустрілися 1830 року). Гаррієт Тейлор працювала з Міллем над книгою «Поневолення жінок» до своєї смерті від туберкульозу; в результаті книга була завершена  Міллем за допомогиою її дочки — Елен Тейлор.

## Пам'ять
2001 року в складі Берлінської школи економіки (Berlin School of Economics) відкрився Інститут економіки і досліджень статі імені Гаррієт Тейлор-Мілль (Harriet Taylor Mill-Institut für Ökonomie und Geschlechterforschung).

## Основні твори
- «Звільнення жінки» (The Enfranchisement of Women, 1851)
- «Зібрання творів» (The Complete Works of Harriet Taylor Mill, 1998)